# Distretto di Svidník
Il distretto di Svidník (okres Svidník) è uno dei 79 distretti della Slovacchia, situato nella regione di Prešov, nella parte orientale del Paese.
Fino al 1918, il distretto era parte della contea ungherese di Šariš.

## Geografia antropica
Il distretto è composto da 2 città e 66 comuni:

### Città
- Giraltovce
- Svidník

### Comuni
- Belejovce
- Beňadikovce
- Bodružal
- Cernina
- Cigla
- Dlhoňa
- Dobroslava
- Dubová
- Dukovce
- Fijaš
- Havranec
- Hrabovčík
- Hunkovce
- Jurkova Voľa
- Kalnište
- Kapišová
- Kečkovce
- Kobylnice
- Korejovce
- Kračúnovce
- Krajná Bystrá
- Krajná Poľana

- Krajná Porúbka
- Krajné Čierno
- Kružlová
- Kuková
- Kurimka
- Ladomirová
- Lúčka
- Lužany pri Topli
- Matovce
- Medvedie
- Mestisko
- Mičakovce
- Miroľa
- Mlynárovce
- Nižná Jedľová
- Nižná Pisaná
- Nižný Komárnik
- Nižný Mirošov
- Nižný Orlík
- Nová Polianka
- Okrúhle
- Príkra

- Pstriná
- Radoma
- Rakovčík
- Rovné
- Roztoky
- Soboš
- Stročín
- Svidnička
- Šarbov
- Šarišský Štiavnik
- Šemetkovce
- Štefurov
- Vagrinec
- Valkovce
- Vápeník
- Vyšná Jedľová
- Vyšná Pisaná
- Vyšný Komárnik
- Vyšný Mirošov
- Vyšný Orlík
- Železník
- Želmanovce